# Єлизаветино (Читинський район)
Єлизаве́тино (рос. Елизаветино) — село у складі Читинського району Забайкальського краю, Росія. Адміністративний центр Єлизаветинського сільського поселення.

## Населення
Населення — 866 осіб (2010; 952 у 2002).
Національний склад (станом на 2002 рік):
- росіяни — 95 %